# Przedsiębiorstwo Komunikacji Samochodowej w Rzeszowie

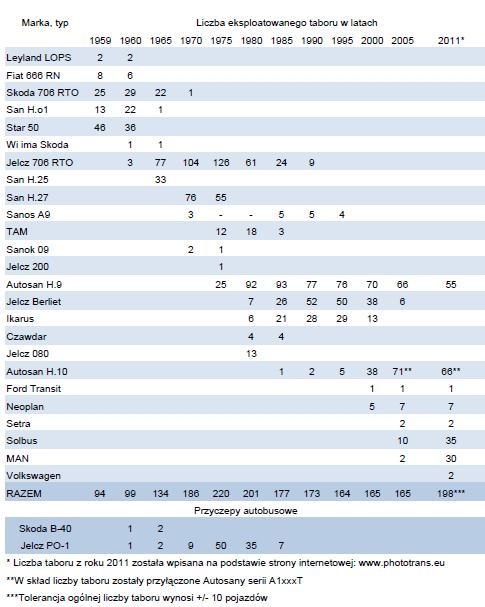
Liczba eksploatowanego taboru w latach 1959-2011

Przedsiębiorstwo Komunikacji Samochodowej w Rzeszowie Spółka Akcyjna (w skrócie PKS Rzeszów S.A.) – przedsiębiorstwo obsługujące transport zbiorowy na terenie gmin zrzeszonych w Związku Gmin „Podkarpacka Komunikacja Samochodowa” oraz jednostek samorządu terytorialnego, które zawarły porozumienia ze Związkiem.

## Postęp techniczny, zmiany w taborze
Na początku działalności rzeszowski PKS miał do dyspozycji 30 samochodów marki GAZ, a po upływie następnych kilku miesięcy otrzymała 30 dalszych pojazdów z demobilu. Pod koniec 1945 roku przybyło 25 ciężarówek marki Chevrolet i Ford Canada. Początkowo do przewozu pasażerów wystarczało zmontowanie ławek i plandek. Potem znaczną innowacją stało się montowanie nadwozi z dykty. W 1946 roku na drogi wyjechały autobusy Opel Blitz, Ford oraz ciężarówki GMC. Pod koniec 1949 roku, PKS w Rzeszowie otrzymał 10 autobusów marki Leyland i 6 Fiatów, które zaczęły jeździć na trasach dalekobieżnych. Rok 1950 był niejako przełomem, jeśli chodzi o tabor nie tylko w województwie rzeszowskim. Wtedy bowiem zaczęły pojawiać się na drogach pierwsze samochody polskiej produkcji: Star 20. Królowały one przez kolejne 7 lat, do momentu kiedy zaczęły je wypierać autobusy San. Niedługo potem rozpoczął się proces wycofywania z ruchu samochodów ciężarowych przystosowanych do przewozu pasażerów. W następnych latach Sany były modernizowane, a tabor uzupełniano o autobusy Jelcz, Autosan, Ikarus, TAM, Neoplan, Setra, Man, Solbus.

## Infrastruktura
Do roku 1966 zajezdnia PKS mieściła się przy ul. Mochnackiego w Rzeszowie. W jej skład wchodziły m.in. 3 drewniane baraki, 3 małe murowane budynki pomocnicze mieszczące kuźnie, akumulatorownię, kotłownię oraz stację paliw z dwoma dystrybutorami. W 1967 roku przy obecnej ulicy Alei Wyzwolenia, powstały m.in. budynek administracyjny, stacja transformatorowa, zadaszone wiaty nad myjnią i stacją paliw, basen przeciwpożarowy oraz 6 podziemnych zbiorników na paliwo. Utworzono Międzyzakładową Przychodnię Zdrowia oraz Ośrodek Psychologii i Fizjologii Pracy. Ośrodek działał od 1974 roku. Początkowo była to międzyzakładowa przychodnia PKS, potem przekształciła się w Ośrodek Medycyny Pracy PKS w Rzeszowie S.A. W roku 2001 ośrodek przekształcił się w Niepubliczny Zespół Opieki Zdrowotnej. W kolejnych latach postawiono głównie na działania związane z ochroną środowiska. I tak w 1991 roku zlikwidowano kotłownie węglowe, zaś obiekty firmy zostały podłączone do sieci miejskiej. Cztery lata później oddano do użytku ogólnodostępną stację paliw, przy której znajduje się stanowisko do odkurzania wnętrz samochodów i uzupełniania ciśnienia w oponach. Wydzielony pas do tankowania własnych autobusów został z czasem skomputeryzowany. Do dyspozycji indywidualnych klientów pozostają dwustronne samoobsługowe dystrybutory na benzynę oraz na olej napędowy, elektronicznie połączone z kasami fiskalnymi. W latach następnych wybudowano zespół oczyszczania wód opadowych z separatorem ścieków i filtrami. Powstała ekologiczna myjnia samochodowa automatyczna i ręczna z zamkniętym obiegiem wody. Przebudowano także wentylację w hali napraw Stacji Obsługi. Zmodernizowano także stanowiska lakiernicze autobusów. Ogólnodostępna stacja diagnostyczna PKS w Rzeszowie posiada certyfikaty uprawniające ją do prowadzenia tego typu działalności.

## Dworce i przystanki
W 1951 roku prowizoryczny dworzec autobusowy w Rzeszowie przeniesiono z Placu Wolności na plac przed dworcem PKP. Tam też podróżni otrzymali do dyspozycji kolejową poczekalnię. Na placu nie było wówczas stanowisk odjazdowych i kierowcy podjeżdżali tam, gdzie zażądali pasażerowie. Dopiero po roku znalazły się pieniądze na zorganizowanie stanowisk. Na przełomie lat 1963-1964 przy obecnej ulicy Grottgera stanął murowany budynek. Był to już dworzec z prawdziwego zdarzenia. Znajdowały się w nim m.in. pomieszczenia dla dyżurnego ruchu, pięć kas biletowych, poczekalnia dla matek z dziećmi oraz obszerna poczekalnia dla podróżnych. Później nad stanowiskami wybudowano zadaszenia. Dziś na Dworcu Głównym PKS w Rzeszowie jest 10 stanowisk obsługujących linie krajowe i jedno, z którego odjeżdżają autobusy na trasy międzynarodowe. W roku 1977 wzrastająca liczba pasażerów i panująca już wówczas ciasnota na Dworcu Głównym PKS spowodowały, że trzeba było uruchomić dodatkowy Dworzec Podmiejski na placu pod Wiaduktem Śląskim. Początkowo dyżurny ruchu i kierowcy mieli do dyspozycji zakupione od Ruchu kioski. Dopiero później, przy okazji modernizacji wiaduktu, stare wiaty dla podróżnych zastąpiono nowymi, bardziej estetycznymi, wybudowano nowy, ocieplany budynek poczekalni, zmieniono też nagłośnienie i oświetlenie dworca.

## Sieć połączeń
Pierwsze linie uruchomione zostały w styczniu 1946 roku na trasach Rzeszów – Kolbuszowa – Tarnobrzeg; Rzeszów – Sokołów – Rozwadów i Rzeszów – Jarosław – Przemyśl. Szczególnie ważne były połączenia na dwóch pierwszych trasach, odciętych z braku połączeń kolejowych od reszty województwa i zaniedbanych jeszcze w okresie przedwojennym. Kilka miesięcy później autobusy zaczęły kursować na liniach Rzeszów – Krosno – Sanok; Rzeszów – Tarnów – Kraków oraz Rzeszów–Dynów. W 1947 roku uruchomiono linię autobusową do Borku, Tyczyna i Głogowa.
W dalszej kolejności ze stolicy województwa można było dojechać do Sandomierza, Warszawy, Leżajska i Mielca. Po reorganizacji w 1950 roku PKS w Rzeszowie rozszerzył komunikację na nowych trasach. W coraz większym stopniu dostosowywano usługi do potrzeb robotników zatrudnionych
w nowo budowanych fabrykach w regionie. Zagęszczona została sieć połączeń wokół Krosna, Łańcuta, Brzozowa i Rzeszowa, a więc głównie tam, gdzie nie można było skorzystać z połączeń kolejowych. Podobnie było w rejonie Błażowej czy Rakszawy.
Na przestrzeni lat PKS Rzeszów obsługiwał następujące linie:
| Nr. linii | Trasa                                  | Przez                    | Uwagi |
| --------- | -------------------------------------- | ------------------------ | --- |
| 1         | Rzeszów - Bratkowice                   | Rudna Wielka             | Obecnie obsługiwana w ramach linii MKS 201 |
| 2         | Rzeszów - Bratkowice, Dąbry            | Rudna Wielka             | Obecnie obsługiwana w ramach linii MKS 217 |
| 3         | Rzeszów - Bratkowice                   | Świlcza                  | Obecnie obsługiwana w ramach linii MKS 205 |
| 4         | Rzeszów - Krzywa                       | Rudna Wielka             | Obecnie obsługiwana w ramach linii MKS 201 w skróconej relacji Rzeszów - Czarna Sędziszowska. |
| 5         | Rzeszów - Mrowla, Otoka                | Rudna Wielka             | Linia zawieszona |
| 6         | Kolbuszowa - Werynia                   |                          | Linia zawieszona 17.03.2020 |
| 7         | Rzeszów - Tarnobrzeg                   | Kolbuszowa               | Linia zawieszona 13.10.2014 (w relacji Rzeszów - Nowa Dęba) |
| 8         | Rzeszów - Kolbuszowa - Wilcza Wola     | Głogów Młp.              | Linia zawieszona 17.03.2020 |
| 9         | Kolbuszowa - Wilcza Wola               |                          | Linia zawieszona 17.03.2020 |
| 10        | Kolbuszowa - Raniżów                   | Wola Raniżowska          | Linia zawieszona |
| 11        | Kolbuszowa - Zielonka                  | Raniżów                  | Linia zawieszona 01.11.2020 |
| 12        | Kolbuszowa - Widełka                   |                          | Linia zawieszona 02.01.2020 |
| 13        | Głogów Małopolski - Pateraki           | Kolbuszowa               | Linia zawieszona |
| 14        | Rzeszów - Kolbuszowa                   | Widełka                  | Linia zawieszona 02.01.2020 |
| 15        | Rzeszów - Kolbuszowa                   | Wola Raniżowska          | Linia zawieszona 17.03.2020 |
| 16        | Kolbuszowa - Raniżów                   | Wola Raniżowska          | Linia zawieszona |
| 17        | Rzeszów - Wola Raniżowska              | Raniżów                  | Obecnie obsługiwana w ramach linii MKS 311 |
| 18        | Rzeszów - Wilcza Wola                  | Raniżów                  | Linia zawieszona 17.03.2020 |
| 19        | Rzeszów - Posuchy                      | Raniżów                  | Linia zawieszona 01.09.2019 |
| 20        | Rzeszów - Korczowiska                  | Raniżów                  | Obecnie obsługiwana w ramach linii MKS 314 |
| 21        | Rzeszów - Korczowiska                  | Wola Raniżowska          | Linia zawieszona |
| 22        | Rzeszów - Hucisko                      | Głogów Młp.              | Obecnie obsługiwana w ramach linii MKS 305 |
| 23        | Rzeszów - Budy Głogowskie              | Głogów Młp.              | Obecnie obsługiwana w ramach linii MKS 310 |
| 24        | Rzeszów - Budy Głog., Zacinki Rondo    | Głogów Młp.              | Obecnie obsługiwana w ramach linii MKS 310 |
| 25        | Tajęcina - Rzeszów                     | Głogów Młp.              | Obecnie obsługiwana w ramach linii MKS 313 |
| 26        | Rzeszów - Wysoka Głogowska             | Głogów Młp.              | Obecnie obsługiwana w ramach linii MKS 313 |
| 27        | Rzeszów - Wysoka Głog., Leśniczówka    | Głogów Młp.              | Obecnie obsługiwana w ramach linii MKS 313 |
| 28        | Kamień, Podlesie - Rzeszów             | Sokołów Młp.             | Obecnie obsługiwana w ramach linii MKS 215 |
| 29        | Rzeszów - Sokołów Małopolski           | Trzeboś                  | Obecnie obsługiwana w ramach linii MKS 216 |
| 30        | Rzeszów - Sokołów Małopolski           | Trzebuska                | Obecnie obsługiwana w ramach linii MKS 216 |
| 31        | Rzeszów - Kolbuszowa                   | Sokołów Młp.             | Linia zawieszona 01.11.2020 |
| 32        | Kolbuszowa - Łowisko                   | Sokołów Młp.             | Obecnie obsługiwana w ramach linii MKS 226 w skróconej relacji Sokołów Młp. - Raniżów. |
| 33        | Rzeszów - Kamień, Lecznica             | Sokołów Młp.             | Obecnie obsługiwana w ramach linii MKS 215 |
| 34        | Rzeszów - Kamień, Podlesie             | Sokołów Młp.             | Obecnie obsługiwana w ramach linii MKS 215 |
| 35        | Sokołów - Kamień, Podlesie             | Górno                    | Linia zawieszona 01.05.2014 |
| 36        | Rzeszów - Łowisko                      | Sokołów Młp.             | Obecnie obsługiwana w ramach linii MKS 215 |
| 37        | Sokołów Małopolski - Górno             |                          | Linia zawieszona 01.05.2014 |
| 38        | Sokołów Małopolski - Łowisko           |                          | Początkowo linia nr. 38 odbywała się w relacji Sokołów Młp. - Mazury, następnie pod obowiązującą na tamten czas numeracją zastąpiono ją linią do Łowiska. Obecnie obsługiwana w ramach linii MKS 215        |
| 40        | Sokołów Młp. - Sokołów Młp.            | Trzebuska                | Obecnie obsługiwana w ramach linii MKS 226 |
| 41        | Sokołów Małopolski - Trzeboś           |                          | Obecnie obsługiwana w ramach linii MKS 226 |
| 42        | Trzeboś - Sokołów Małopolski           |                          | Obecnie obsługiwana w ramach linii MKS 226 |
| 43        | Sokołów Młp. - Sokołów Młp.            | Trzeboś                  | Obecnie obsługiwana w ramach linii MKS 226 |
| 44        | Rzeszów - Leżajsk                      | Sokołów Młp.             | Początkowo linia relacji Brzóza Królewska - Rzeszów, wydłużona do Leżajska, a następnie do Nowej Sarzyny. Od 02.01.2024 przywrócono linię w wariancie do Kuryłówki jako linia MKS 500.                      |
| 45        | Rzeszów - Stalowa Wola                 | Sokołów Młp.             | Linia zawieszona 03.12.2012 |
| 46        | Rzeszów - Wrocław                      | Kielce, Częstochowa      | Linia zawieszona 04.05.2015 |
| 47        | Rzeszów - Białystok                    | Lublin                   | Linia obsługiwana wraz z PKS Białystok. Linia zawieszona 01.05.2013. |
| 48        | Rzeszów - Warszawa                     | Stalowa Wola             | Linia zawieszona 18.04.2017 |
| 49        | Warszawa - Rzeszów                     | Tarnobrzeg               | Od 01.05.2015 zmieniono trasę przejazdu, kurs był realizowany przez Stalową Wolę. Linia zawieszona 19.04.2017.                                                                                              |
| 50        | Rzeszów - Łódź                         | Stalowa Wola, Kielce     | Linia obsługiwana wraz z PKS Łódź. Linia zawieszona 19.04.2017. |
| 51        | Rzeszów - Warszawa                     | Klimontów                | Linia zawieszona 01.11.2012 |
| 52        | Rzeszów - Ulanów                       | Sokołów Młp., Jeżowe     | Linia zawieszona 01.05.2021 (w relacji Rzeszów - Jeżowe) |
| 53        | Rzeszów - Nisko                        | Jeżowe, Rudnik           | Linia zawieszona 01.06.2012 |
| 54        | Rzeszów - Nowa Sarzyna                 | Sokołów Młp.             | Linia zawieszona 15.09.2020 |
| 55        | Rzeszów - Wola Żarczycka               | Trzeboś                  | Obecnie w skróconej relacji do Wólki Niedźwiedzkiej obsługiwana w ramach linii MKS 216 |
| 56        | Rzeszów - Łąka                         | Trzebownisko             | Obecnie obsługiwana w ramach linii MKS 238 oraz 221 |
| 58        | Rzeszów - Przemyśl                     | Kańczuga                 | Linia zawieszona 26.10.2014 |
| 59        | Rzeszów - Cierpisz                     | Malawa                   | Linia zawieszona 01.05.2021 |
| 60        | Rzeszów - Malawa                       |                          | Obecnie obsługiwana w ramach linii MKS 206 |
| 61        | Rzeszów - Malawa, Kolonia              |                          | Obecnie obsługiwana w ramach linii MKS 206 |
| 62        | Rzeszów - Kraczkowa                    | Malawa                   | Linia zawieszona 01.05.2021 |
| 63        | Rzeszów - Cierpisz                     | Kraczkowa                | Linia zawieszona 01.05.2021. Od 02.01.2025 przywrócono jako linia MKS 406. |
| 64        | Rzeszów, WSK - Gać                     | Kraczkowa                | Linia zawieszona |
| 65        | Rzeszów - Przeworsk                    | Kańczuga, Urzejowice     | Linia zawieszona 17.03.2020 (w relacji Rzeszów - Urzejowice) |
| 66        | Rzeszów, WSK - Urzejowice              | Malawa                   | Linia zawieszona |
| 67        | Rzeszów - Chmielnik, Zdrój             | Słocina                  | Linia zawieszona |
| 70        | Rzeszów - Wola Rafałowska              | Tyczyn                   | Obecnie obsługiwana w ramach linii MKS 236 |
| 71        | Rzeszów - Wola Raf. - Zabratówka       | Tyczyn                   | Obecnie obsługiwana w ramach linii MKS 238 zmienioną trasą przez os. Słocina |
| 72        | Rzeszów - Zabratówka                   | Tyczyn                   | Obecnie obsługiwana w ramach linii MKS 238 zmienioną trasą przez os. Słocina |
| 73        | Rzeszów - Hyżne, Nowa Wieś             | Tyczyn, Chmielnik        | Obecnie obsługiwana w ramach linii MKS 237 oraz 239 |
| 74        | Rzeszów - Hyżne, Nowa Wieś             | Dylągówka                | Linia zawieszona 01.06.2019 |
| 75        | Rzeszów - Grzegorzówka                 | Dylągówka                | Obecnie obsługiwana w ramach linii MKS 240 |
| 76        | Rzeszów - Wólka Hyżeńska               | Dylągówka                | Linia zawieszona 01.06.2019 |
| 77        | Borek Stary - Wólka Hyżeńska           | Dylągówka                | Linia zawieszona 01.12.2018 |
| 78        | Rzeszów - Manasterz                    | Jawornik Polski          | Linia zawieszona 17.03.2020 (w relacji Rzeszów - Jawornik Polski) |
| 79        | Wola Rafałowska - Hyżne, Nowa Wieś     | Chmielnik                | Linia zawieszona 08.04.2019 |
| 81        | Rzeszów - Dynów                        | Szklary                  | Skrócona do relacji Rzeszów - Szklary, obsługiwana w ramach linii MKS 241. Od 01.01.2025 przywrócono linię w pełnej relacji do Dynowa.                                                                      |
| 82        | Rzeszów, WSK - Dynów                   | Szklary                  | Linia zawieszona 01.12.2018 |
| 83        | Rzeszów - Nieborów                     |                          | Linia zawieszona 01.10.2020 |
| 84        | Rzeszów - Nowy Borek, Wola             |                          | Linia zawieszona |
| 85        | Błażowa - Piątkowa                     |                          | Linia zawieszona |
| 86        | Błażowa - Harta                        |                          | Linia zawieszona |
| 87        | Rzeszów - Dynów                        | Błażowa                  | Obecnie obsługiwana w ramach linii MKS 263 |
| 88        | Rzeszów - Dynów                        | Futoma, Harta            | Linia zawieszona |
| 89        | Rzeszów - Nienadowa                    | Dynów, Dubiecko          | Linia zawieszona 01.09.2017 |
| 90        | Rzeszów - Wesoła                       | Dynów, Nozdrzec          | Linia zawieszona 01.12.2018 |
| 91        | Rzeszów - Dynów                        | Futoma                   | Obecnie skrócona do relacji Rzeszów - Futoma, obsługiwana w ramach linii MKS 260. Od 02.01.2025 przywrócono linię w pełnej relacji do Dynowa.                                                               |
| 92        | Rzeszów - Barycz                       | Błażowa, Kąkolówka       | Linia zawieszona 13.12.2021 na odcinku Barycz - Kąkolówka. |
| 93        | Rzeszów - Hłudno                       | Błażowa, Kąkolówka       | Obecnie skrócona do relacji Hłudno - Kąkolówka w ramach linii MKS 193 skomunikowana z linią 261 |
| 94        | Rzeszów - Kąkolówka                    | Błażowa                  | Obecnie obsługiwana w ramach linii MKS 261 |
| 95        | Rzeszów - Lecka                        | Błażowa                  | Obecnie obsługiwana w ramach linii MKS 262 |
| 101       | Rzeszów - Budziwój, Przylasek          |                          | Linia zawieszona 01.12.2009 |
| 102       | Rzeszów - Straszydle                   | Babica                   | Linia realizowana przez ul. Hoffmanową oraz Langiewicza. Linia zawieszona. |
| 103       | Rzeszów - Straszydle                   | Tyczyn                   | Obecnie obsługiwana w ramach linii MKS 250 |
| 106       | Rzeszów - Straszydle                   | Babica                   | Obecnie obsługiwana w ramach linii MKS 251 przez Zarzecze oraz Babicę. |
| 107       | Rzeszów - Niebylec                     | Czudec                   | Linia zawieszona 16.04.2018 |
| 108       | Rzeszów - Gwoźnica Górna               | Niebylec                 | Obecnie obsługiwana w ramach linii MKS 108 |
| 109       | Rzeszów - Sanok                        | Domaradz, Brzozów        | Kursy do Sanoka zawieszone 01.09.2017, do Domaradza 01.01.2022 |
| 110       | Rzeszów - Ustrzyki Dolne               | Brzozów, Sanok, Lesko    | Linia zawieszona 08.04.2015 |
| 111       | Rzeszów - Polańczyk                    | Sanok, Lesko, Solina     | Początkowo linia relacji Rzeszów - Solina. Linia zawieszona 01.09.2017 |
| 112       | Rzeszów - Bukowiec                     | Sanok, Lesko, Hoczew     | Linia zawieszona 01.09.2017 |
| 113       | Rzeszów - Jaśliska                     | Sanok, Komańcza          | Linia zawieszona |
| 114       | Rzeszów - Rymanów Zdrój                | Domaradz, Brzozów        | Linia zawieszona 01.11.2012 |
| 115       | Rzeszów - Strzyżów - Lutcza - Domaradz | Czudec                   | Linia pod numeracją 115 jako Strzyżów - Rzeszów, Strzyżów - Lutcza oraz Strzyżów - Domaradz. Linia zawieszona 01.05.2011 na odcinku Strzyżów - Lutcza - Domaradz, 01.12.2021 na odcinku Rzeszów - Strzyżów. |
| 116       | Strzyżów - Gwoźnica Górna              | Czudec, Niebylec         | Linia zawieszona 01.03.2019 |
| 117       | Strzyżów - Gwoźnica Górna              | Lutcza, Niebylec         | Linia zawieszona 01.05.2011 |
| 119       | Rzeszów - Dukla                        | Niebylec, Domaradz       | Linia zawieszona 19.10.2020 |
| 120       | Strzyżów - Wysoka Strzyżowska          |                          | Linia zawieszona 01.11.2020 |
| 121       | Rzeszów - Jasło                        | Czudec, Strzyżów         | Linia zawieszona 15.01.2018 |
| 122       | Rzeszów - Iwonicz Zdrój                | Strzyżów, Krosno         | Linia zawieszona 01.11.2012. Ponowne uruchomienie nastąpiło 07.01.2017 relacji Rzeszów - Rymanów Zdr. Przez Iwonicz Zdr. Linia zawieszona 01.05.2016                                                        |
| 123       | Strzyżów - Lubla                       | Frysztak                 | Linia zawieszona 29.06.2014 na odcinku Lubla - Frysztak. Całkowite zawieszenie linii 01.06.2018 |
| 124       | Strzyżów - Wiśniowa                    | Markuszowa               | Linia zawieszona 01.03.2018 |
| 125       | Strzyżów - Gogołów                     | Frysztak                 | Linia zawieszona 01.06.2018 |
| 126       | Strzyżów - Huta Gogłowska              | Frysztak                 | Linia zawieszona 01.12.2021 |
| 127       | Strzyżów - Pstrągówka                  | Wiśniowa                 | Linia zawieszona 01.03.2019 |
| 129       | Strzyżów - Niewodna                    |                          | Linia zawieszona |
| 130       | Strzyżów - Różanka                     |                          | Linia zawieszona 01.12.2021 |
| 131       | Strzyżów - Nawsie                      |                          | Linia zawieszona 01.06.2018 |
| 132       | Rzeszów - Bystrzyca, Sępia             | Czudec                   | Obecnie skrócona do relacji Rzeszów - Pstrągowa, obsługiwana w ramach linii MKS 208 |
| 133       | Rzeszów - Niechobrz                    | Racławówka               | Linia zawieszona 01.09.2013 |
| 134       | Rzeszów - Wola Zgłobieńska - Iwierzyce | Boguchwała               | Linia zawieszona 01.12.2018. Obecnie obsługiwana w ramach linii MKS 219 w relacji Rzeszów - Wola Zgłobieńska.                                                                                               |
| 135       | Rzeszów - Wola Zgłobieńska - Iwierzyce | Racławówka               | Obecnie obsługiwana w ramach linii MKS 219 w relacji Rzeszów - Wola Zgłobieńska. |
| 136       | Rzeszów - Niechobrz                    | Racławówka               | Kurs przez Rzeszów, WSK. Linia zawieszona 01.09.2013 |
| 137       | Rzeszów - Niechobrz                    | Boguchwała               | Obecnie obsługiwana w ramach linii MKS 223 |
| 138       | Rzeszów - Nosówka                      | Przybyszówka             | Obecnie obsługiwana w ramach linii MKS 232 |
| 139       | Rzeszów - Wola Zgłob. - Rogoźnica      | Przybyszówka             | Obecnie obsługiwana w ramach linii MKS 218 w relacji Rzeszów - Wola Zgłobieńska. |
| 140       | Rzeszów - Bystrzyca                    | Wola Zgłobieńska         | Linia zawieszona 01.01.2023 |
| 141       | Rzeszów - Bystrzyca                    | Racławówka               | Linia zawieszona 01.01.2023 |
| 142       | Rzeszów - Nosówka                      | Świlcza                  | Obecnie obsługiwana w ramach linii MKS 212 |
| 143       | Rzeszów - Woliczka                     |                          | Obecnie obsługiwana w ramach linii MKS 211 |
| 144       | Rzeszów - Będziemyśl                   |                          | Obecnie obsługiwana w ramach linii MKS 230 |
| 145       | Rzeszów, WSK - Bystrzyca               | Sielec                   | Linia zawieszona |
| 147       | Rzeszów - Nosówka                      | Racławówka               | Obecnie obsługiwana w ramach linii MKS 228 |
| 150       | Rzeszów - Łódź                         | Tarnobrzeg               | Linia obsługiwana wraz z PKS Łódź do 14.11.2009 |
| 159       | Rzeszów - Biłgoraj                     | Sokołów Młp.             | Linia zawieszona |
| 161       | Rzeszów - Wysoka Strzyżowska           | Strzyżów                 | Linia zawieszona 01.09.2020 |
| 162       | Rzeszów - Gogołów                      | Strzyżów, Frysztak       | Linia zawieszona 01.06.2018 |
| 163       | Rzeszów - Huta Gogołowska              | Strzyżów, Frysztak       | Linia zawieszona 01.03.2019 |
| 164       | Rzeszów - Pstrągówka                   | Strzyżów                 | Linia zawieszona 01.03.2019 |
| 165       | Rzeszów - Niewodna                     | Strzyżów                 | Linia zawieszona |
| 166       | Rzeszów - Różanka                      | Strzyżów                 | Linia zawieszona 01.09.2020 |
| 186       | Rzeszów - Krynica Zdrój                | Jasło, Nowy Sącz         | Kurs powrotny relacji Krynica Zdrój - Rzeszów - Lublin. Linia zawieszona 31.08.2014. |
| 202       | Rzeszów - Lwów                         | Przemyśl                 | Linia zawieszona |
| 205       | Matysówka - Kielanówka                 | Rzeszów D.A.             | Zawieszona linia MKS |
| 209       | Rzeszów - Wiedeń                       | Krosno, Bratysława       | Linia zawieszona |
| 211       | Rzeszów - Miszkolc                     | Krosno, Koszyce          | Linia zawieszona |
| 216       | Chełm - Rzym - Neapol                  | Stalowa Wola, Staszów    | Linia zawieszona 01.02.2013 |
|           | Rzeszów - Paryż - Nowy Orlean          | Sanok, Jelenia Góra      | Linia zawieszona |
|           | Rzeszów - Łukawiec                     | Trzebownisko             | Obecnie obsługiwana w ramach linii MKS 222 oraz MKS 221 w relacji Rzeszów - Czarna |
|           | Rzeszów - Hermanowa                    | Tyczyn                   | Linia zawieszona |
|           | Rzeszów - Czerwonki                    | Tyczyn                   | Linia zawieszona |
|           | Rzeszów - Bzianka                      |                          | Linia zawieszona |
|           | Rzeszów - Busko Zdrój                  |                          | Linia zawieszona |
|           | Rzeszów - Kraków                       | Ropczyce                 | Linia zawieszona 28.04.2014 |
|           | Rzeszów - Brzozów                      | Dynów, Nozdrzec          | Linia zawieszona |
|           | Rzeszów - Witryłów                     | Brzozów, Dydnia          | Linia zawieszona |
|           | Rzeszów - Barycz                       | Błażowa, Dynów           | Linia zawieszona |
|           | Rzeszów - Brzeziny                     | Ropczyce                 | Linia zawieszona |
|           | Rzeszów - Mielec                       | Sokołów Młp., Kolbuszowa | Linia zawieszona |
|           | Rzeszów - Pilzno                       | Ropczyce, Dębica         | Linia zawieszona |
|           | Rzeszów - Przemyśl                     | Jarosław                 | Linia zawieszona |
|           | Rzeszów - Staszów                      | Kolbuszowa, Tarnobrzeg   | Linia zawieszona |
|           | Rzeszów - Kielce                       | Stalowa Wola             | Linia zawieszona |
|           | Rzeszów - Częstochowa                  | Tarnobrzeg, Jędrzejów    | Linia zawieszona |

## Obecna sytuacja
W 2010 roku właścicielem PKS Rzeszów w 100 procentach był Skarb Państwa. W styczniu 2010 firma przeniosła swoją siedzibę do Chmielnika k./Rzeszowa. Akcje rzeszowskiego PKS przejął 17 marca 2010 roku utworzony przez samorządy Związek Gmin zrzeszający podrzeszowskie gminy: Trzebownisko, Czarną, Tyczyn, Krasne, Głogów Małopolski, Chmielnik i Boguchwałę.
, który powstał w celu uzależnienia się od rzeszowskiego MPK. Uruchomienie linii podmiejskich miało nastąpić 1 kwietnia 2010 roku, jednak ZG PKS napotkał problem z brakiem odpowiedniego taboru. Wówczas tylko 5 autobusów było przystosowanych do obsługi komunikacji miejskiej. Początkowo MKS miał obsługiwać 12 linii, których trasy pokrywały się z liniami MPK. Jednak autobusy rzeszowskiego przewoźnika nie wyjechały na trasy.
Po uzyskaniu zgody na korzystanie z miejskich przystanków autobusy na linie MKS wyjechały pod koniec kwietnia, na tzw. „jazdy testowe”. Oficjalnie autobusy z logiem MKS wyjechały na linie 1 maja 2010 roku. Mimo wcześniejszych obaw na trasy wyjechały pojazdy z niską podłogą. Były to sprowadzane ex-berlińskie MAN-y NL263, wcześniej używane przez firmę Hartmann Berlin. Autobusy jeżdżą w typowych barwach komunikacji w Berlinie. Oprócz MAN-ów w sieci MKS można było spotkać kilka Solbusów SN11, Solbusy C9,5 oraz Autosany H10-10, a nawet H9-21. Końcem sierpnia do rzeszowskiego PKS-u trafiły kolejne używane pojazdy marki MAN serii NL263 12-metrowe; 10-metrowe MAN 14.220 HOCL / Berkhof Scout sprowadzone z holenderskiego Connexion oraz małe MAN’y-Göppel NM223 co spowodowało, że Autosany nie pokazywały się więcej na trasach. MKS w miarę szybko zyskał pasażerów, wprowadził korekty w rozkładach jazdy, aby autobusy dwóch przewoźników MPK i MKS się nie dublowały.
W 2011 roku zakupiono 4 nowe Solbusy SN11. Sieć MKS na obecną chwile posiada 35 niskopodłogowych autobusów marki MAN oraz Solbus oraz 11 linii komunikacyjnych.
Początek roku 2013 to zmiany na stanowisku prezesa. Funkcję tę po panu Kazimierzu Jareckim przejął p. Wiesław Szeliga. Z dniem 01.01.2013 ze Związku Gmin wycofała się gmina Krasne, w której komunikację zapewnia MPK w Rzeszowie. Końcem stycznia rzeszowskie przedsiębiorstwo nawiązało współpracę z firmą Eurobus, dzięki czemu rzeszowski przewoźnik realizuje komunikację na liniach międzynarodowych m.in. do Włoch oraz Francji. W wyniku tego porozumienia z dniem 1 lutego 2013 roku oferta przewoźnika PKS w Rzeszowie S.A. na trasie Polska – Włochy została połączona z ofertą połączeń włoskich Eurobusu. 01.02.2013 utworzono również nową linię MKS 234 Rzeszów – Medynia Głogowska przez Stobierną. Przedsiębiorstwo uruchomiło także z myślą o studentach nowe połączenia m.in. ekspresowe i bezpośrednie pomiędzy Rzeszowem a Krakowem.
Uruchomiono także sezonowe połączenie do Ośrodka Narciarskiego w Puławach k./Rymanowa wszystko przy współpracy z dyrekcją ośrodka, młodzieżą Uniwersytetów Rzeszowskich oraz władzami PKS w Rzeszowie. Przedsiębiorstwo sukcesywnie zakupuje używane pojazdy do obsługi sieci MKS, m.in. 3 autobusy marki MAN oraz 2 autobusy marki Mercedes Benz. Przewoźnik ponadto, dość radykalnie zmniejszył eksploatację wysłużonych pojazdów marki Autosan model H9-21. W 2010 roku ich liczba wynosiła ok. 55 sztuk. Na obecną chwilę jest to już tylko 29 pojazdów. Tak jak w roku 2013 PKS w Rzeszowie w porozumieniu z Ośrodkiem Narciarskim w Puławach k./Rymanowa uruchomiło weekendowe połączenie z Rzeszowa do wcześniej wspomnianego ośrodka. Koniec kwietnia 2014 to likwidacja połączeń do Krakowa. W grudniu 2014 roku PKS przestał 'trzymać pieczę’ nad dworcem w Kolbuszowej, który powierzono Starostwu Powiatowemu w Kolbuszowej, celem utworzenia Kolbuszowskiego Centrum Komunikacyjnego. Ponadto w tym okresie rzeszowski PKS w ramach komunikacji MKS, testował autobus czeskiej firmy SOR wypożyczony od PKS w Kłodzku. To nie był jednak koniec testów, ponieważ w lutym 2015 roku PKS testował rodzimy produkt jakim był Autosan M12LF z silnikiem spełniającym normę EURO 6. W styczniu uruchomiono nowe połączenie z Rzeszowa do Rymanowa Zdroju, ponadto uruchomiono komunikację na linii Rzeszów – Strzyżów – Krosno. Trzeci rok z kolei w okresie zimowym uruchomiono we współpracy z Ośrodkiem Narciarskim Kiczera w Puławach koło Rymanowa tzw. SkiBusa. PKS w swoich pojazdach realizujących komunikację MKS, umożliwił korzystanie z darmowej sieci internetowej (WiFi), oddał także do użytku aplikacje mobilną z rozkładami jazdy dostępnymi na telefonach z systemem android. Pod koniec lutego PKS Rzeszów wystawił na sprzedaż swoje dotąd jedne z najbardziej sztandarowych pojazdów – SETRY S417HDH.
W marcu na rzeszowskim dworcu zamontowano kolejne udogodnienie dla Pasażerów korzystających z dworca. Była to bowiem elektroniczna tablica, wyświetlająca najbliższe odjazdy wraz z wskazaniem z którego stanowiska poszczególny kurs odjeżdża. Korektom w okresie od kwietnia 2015 do stycznia 2016 roku nadal były poddawane rozkłady jazdy PKS głównie na lokalnych trasach m.in. Rzeszów – Futoma – Ulanica; Rzeszów – Sokołów Małopolski – Raniżów – Kolbuszowa; Rzeszów – Tyczyn – Lubenia – Straszydle; Rogoźnica – Rzeszów – Wola Zgłobieńska – Nockowa – Iwierzyce - Bystrzyca; Rzeszów – Bratkowice – Krzywa Sędziszowska;  Rzeszów – Nowy Borek – Błażowa  - Kąkolówka – Lecka. Reorganizacja dotknęła również międzygminnej komunikacji (MKS). Zmiany w większym stopniu dotyczyły głównie linii 228 Rzeszów – Wola Zgłobieńska oraz 233 Rzeszów – Mogielnica. Zawieszono również połączenie do Ustrzyk Dolnych i obecnie realizowany on jest wyłącznie na odcinku Rzeszów - Sanok. Początkiem miesiąca maja 2015 roku zlikwidowany kurs Rzeszów – Wrocław, zaś powrotny kurs Warszawa – Rzeszów przetrasowano i obecnie kurs jeździ przez Stalową Wolę – Nisko, a nie jak przez długi czas Tarnobrzeg - Kolbuszowę. PKS w Rzeszowie, jak większość dawnych PKS`ów zaczął brać udział w przetargach na dowóz dzieci do szkół. W wyniku ich rozstrzygnięć przedsiębiorstwo realizuje przewozy szkolne na terenach gmin: Świlcza (wybrane kierunki), Głogów Małopolski, Chmielnik oraz Cmolas. Sukcesywnie zmniejsza się park taborowy, którym dysponuje przedsiębiorstwo. Po sprzedaży pojazdów SETRA model S417HDH, firma ogłosiła przetarg na zakup 6 używanych pojazdów przeznaczonych do komunikacji lokalnej. Najstarsze pojazdy są sukcesywnie złomowane w głównej mierze są to Autosany H9-21/H9-20. Ich miejsce zajmują co prawda nie nowe, lecz używane pojazdy SETRA S215UL,  oraz nomen omen odbudowywane Autosany H9-21. Do obsługi włączone zostały również 4 sztuki MAN`ów EL283 sprowadzone z Norwegii. W lutym 2016 roku można było również znaleźć ogłoszenie informujące o zamiarze sprzedaży 7 sztuk pojazdów NEOPLAN N316SHD.

## Tabor

### Obecny tabor liniowy[8]
| Model autobusu               | W PKS od | Lata produkcji | Numer taborowy                                  | Liczba |
| ---------------------------- | -------- | -------------- | ----------------------------------------------- | ------ |
| Iveco Crossway 10.8 LE City  | 2018     | 2016-2019      | 001-039; R9068-R9075                            | 47     |
| Autosan M12LF                | 2019     | 2019           | 040-054                                         | 15     |
| MAN NL263                    | 2010     | 1999-2004      | R1072, R1104, R1114-R1116                       | 5      |
| Solbus SN11L                 | 2009     | 2009-2011      | R1052-R1055, R9806                              | 5      |
| Setra S215 ÜL                | 2012     | 1993-1995      | R1090; R1094                                    | 2      |
| SOR C10,5                    | 2016     | 2002-2003      | R1097; R1100, R1101                             | 3      |
| SOR C9,5                     | 2016     | 2002           | R1098, R1099                                    | 2      |
| MAN NL313                    | 2017     | 2003           | R1105                                           | 1      |
| Mercedes-Benz 416 CDI        | 2019     | 2005           | R1117                                           | 1      |
| Solbus C9,5                  | 2004     | 2004-2007      | R4811, R5806, R5807, R5814, R5815, R6808, R7802 | 7      |
| MAN RHC464 Lion`s Top Coach  | 2005     | 2005           | R7706                                           | 1      |
| Solbus C10,5                 | 2004     | 2004-2006      | R5810, R6805-R6807                              | 4      |
| Solbus C10,5/1               | 2005     | 2005-2007      | R5811, R6801, R6802, R6804, R7801               | 5      |
| Solbus ST11/I                | 2007     | 2007           | R7803                                           | 1      |
| Solbus SL10                  | 2007     | 2007-2009      | R7804, R7805, R7807, R8804, R8805, R9802-R9805  | 9      |
| Mercedes-Benz O530           | 2021     | 2002           | R9055-R9056                                     | 2      |
| Iveco Crossway 13 LE Line NP | 2021     | 2020           | R9057                                           | 1      |
| Isuzu Citiport 12 CNG        | 2022     | 2020           | R9058                                           | 1      |
| Isuzu Novociti Life          | 2022     | 2020-2023      | R9059, R9060, R9065-R9067                       | 5      |
| Isuzu Citiport               | 2022     | 2016-2017      | R9061, R9062                                    | 2      |
| Isuzu Kendo 13 CNG           | 2022     | 2022           | R9063                                           | 1      |
| Mercedes-Benz O530G II       | 2022     | 2012           | R9064                                           | 1      |
| Iveco Crossway Line 12M      | 2024     | 2014           | R9076, R9077                                    | 2      |
| Renault Master III           | 2016     | 2025           | R9078                                           | 1      |
| Mercedes-Benz 517 CDI        | 2025     | 2025           | R9079-R9082                                     | 4      |
| Iveco Evadys 13M             | 2024     | 2025           | R9038                                           | 1      |

## Linie obsługiwane w ramach ZGPKS[9]
| Linia | Trasa |
| ----- | --- |
| 108   | Rzeszów D.A. - Gwoźnica Górna                                                                                    |
| 108   | Rzeszów D.A. - Jawornik Niebylecki                                                                               |
| 193   | Hłudno - Kąkolówka, Ujazdy                                                                                       |
| 199   | Dynów D.A. - Nozdrzec - Dydnia - Izdebki - Nozdrzec - Dynów D.A.                                                 |
| 200   | Trzebownisko, Zakład Ogrodniczy - Łąka - Wólka Podleśna - Jasionka - Zaczernie - Trzebownisko, Zakład Ogrodniczy |
| 201   | Rzeszów D.A. - Bratkowice, Las przez Rudną Wielką                                                                |
| 201   | Bratkowice, Las - Czarna Sędziszowska                                                                            |
| 202   | Rzeszów D.A. - Medynia Głogowska, Zadwór                                                                         |
| 202   | Rzeszów D.A. - Medynia Głogowska - Zalesie                                                                       |
| 203   | Rzeszów D.A. - Siedliska, Most przez Lutoryż, Pętla                                                              |
| 203   | Rzeszów D.A. - Siedliska, Most przez Mogielnica, Pętla; Lutoryż, Pętla                                           |
| 204   | Rudna Mała, Pętla - Trzciana przez Bratkowice, Las                                                               |
| 205   | Rzeszów D.A. - Bratkowice, Las przez Świlczę                                                                     |
| 206   | Rzeszów D.A. - Malawa, Góra                                                                                      |
| 207   | Rzeszów D.A. - Trzebownisko, Zakład Ogrodniczy                                                                   |
| 207   | Rzeszów D.A. - Nowa Wieś Zaczerska, Pętla                                                                        |
| 208   | Rzeszów D.A. - Pstrągowa, Góra                                                                                   |
| 209   | Rzeszów D.A. - Babica                                                                                            |
| 210   | Rzeszów D.A. - Czudec przez Niechobrz                                                                            |
| 211   | Rzeszów D.A. - Woliczka przez Świlczę                                                                            |
| 212   | Rzeszów D.A. - Nosówka przez Świlczę                                                                             |
| 213   | Rzeszów D.A. - Dąbrowa                                                                                           |
| 214   | Rzeszów D.A. - Stobierna, Krzywe                                                                                 |
| 215   | Rzeszów D.A. - Kamień, Podlesie                                                                                  |
| 215   | Rzeszów D.A. - Kamień, Lecznica                                                                                  |
| 215   | Rzeszów D.A. - Łowisko                                                                                           |
| 216   | Rzeszów D.A. - Sokołów Młp. - Górno                                                                              |
| 216   | Rzeszów D.A. - Sokołów Młp. przez Trzebuskę                                                                      |
| 216   | Rzeszów D.A. - Sokołów Młp. przez Trzeboś                                                                        |
| 216   | Rzeszów D.A. - Wólka Niedźwiedzka                                                                                |
| 217   | Rzeszów D.A. - Bratkowice, Dąbry                                                                                 |
| 218   | Rzeszów D.A. - Wola Zgłobieńska przez ul. Dębicką i Nosówkę, Pętla                                               |
| 219   | Rzeszów D.A. - Wola Zgłobieńska przez Racławówkę                                                                 |
| 219   | Rzeszów D.A. - Wola Zgłobieńska przez Boguchwałę                                                                 |
| 221   | Rzeszów D.A. - Czarna                                                                                            |
| 222   | Rzeszów D.A. - Łukawiec                                                                                          |
| 223   | Rzeszów al. Wyzwolenia WORD - Niechobrz, Góra przez Boguchwałę                                                   |
| 223   | Rzeszów D.A. - Niechobrz, Góra przez Boguchwałę                                                                  |
| 224   | Rzeszów D.A. - Tajęcina - Jasionka, Gęsiówka                                                                     |
| 225   | Rzeszów D.A. - Tajęcina - Wysoka Głogowska                                                                       |
| 226   | Sokołów Małopolski - Raniżów                                                                                     |
| 226   | Sokołów Małopolski - Turza                                                                                       |
| 226   | Sokołów Małopolski - Turza przez Wólkę Sokołowską                                                                |
| 226   | Trzeboś - Sokołów Małopolski - Trzeboś                                                                           |
| 226   | Sokołów Małopolski - Trzebuska - Sokołów Małopolski                                                              |
| 226   | Górno - Markowizna - Górno                                                                                       |
| 226   | Trzeboś - Kąty Trzebuskie przez Rakszawę, Kąty                                                                   |
| 228   | Rzeszów D.A. - Nosówka przez Racławówkę                                                                          |
| 230   | Rzeszów D.A. - Będziemyśl                                                                                        |
| 232   | Rzeszów D.A. - Wola Zgłobieńska przez ul. Dębicką i Nosówkę, Pętla                                               |
| 233   | Rzeszów D.A. - Mogielnica                                                                                        |
| 234   | Rzeszów D.A. - Medynia Głogowska, Zadwór przez Pogwizdów                                                         |
| 235   | Rzeszów D.A. - Zabratówka                                                                                        |
| 236   | Rzeszów D.A. - Wola Rafałowska przez Tyczyn                                                                      |
| 237   | Rzeszów D.A. - Hyżne, Nowa Wieś przez Zabratówkę                                                                 |
| 238   | Terliczka - Rzeszów D.A. - Zabratówka                                                                            |
| 239   | Rzeszów D.A. - Borówki przez Tyczyn                                                                              |
| 240   | Rzeszów D.A. - Grzegorzówka                                                                                      |
| 241   | Rzeszów D.A. - Dynów przez Szklary                                                                               |
| 242   | Chmielnik - Hyżne, Nowa Wieś                                                                                     |
| 246   | Rzeszów D.A. - Cierpisz przez Wolę Rafałowską                                                                    |
| 250   | Rzeszów D.A. - Straszydle przez Tyczyn                                                                           |
| 251   | Rzeszów D.A. - Straszydle przez Boguchwałę                                                                       |
| 253   | Boguchwała D.A. - Rzeszów, Staroniwska Pętla przez Racławówkę                                                    |
| 260   | Rzeszów D.A. - Dynów przez Futomę                                                                                |
| 261   | Rzeszów D.A. - Kąkolówka                                                                                         |
| 262   | Rzeszów D.A. - Lecka                                                                                             |
| 263   | Rzeszów D.A. - Dynów D.A. przez Błażową                                                                          |
| 264   | Błażowa - Dynów D.A. przez Hartę                                                                                 |
| 281   | Świlcza - Woliczka, Pętla                                                                                        |
| 282   | Trzciana, PKP - Błędowa Zgłobieńska                                                                              |
| 283   | Trzciana, PKP - Dąbrowa                                                                                          |
| 288   | Rzeszów D.A. - Pstrągowa, Góra przez Wyżne, Rędziny                                                              |
| 293   | Boguchwała D.A. - Siedliska przez Lutoryż, Pętla                                                                 |
| 300   | Głogów Młp., oś. Słoneczne - Głogów Młp., ul. Królowej Jadwigi                                                   |
| 301   | Rzeszów D.A.- Głogów Młp., oś. Słoneczne                                                                         |
| 302   | Rzeszów D.A. - Głogów Młp., ul. Gajowa przez Lipie                                                               |
| 303   | Głogów Młp., Centrum Przesiadkowe - Wysoka Głogowska                                                             |
| 304   | Głogów Młp., ul. Rynek - Budy Głogowskie                                                                         |
| 305   | Rzeszów D.A. - Hucisko                                                                                           |
| 306   | Głogów Młp., Centrum Przesiadkowe - Pogwizdów Stary - Hucisko - Przewrotne, Studzieniec                          |
| 307   | Rzeszów D.A. - Rudna Mała                                                                                        |
| 308   | Tajęcina, Piaski - Rzeszów D.A. przez Wysoką Głogowską                                                           |
| 309   | Rzeszów D.A. - Głogów Małopolski, Yanko                                                                          |
| 310   | Rzeszów - Budy Głogowskie                                                                                        |
| 311   | Rzeszów D.A. - Wola Raniżowska                                                                                   |
| 312   | Rzeszów D.A. - Hucisko przez Lipie                                                                               |
| 313   | Rzeszów D.A. - Tajęcina, Piaski przez Wysoką Głogowską                                                           |
| 314   | Rzeszów D.A. - Posuchy przez Raniżów                                                                             |
| 317   | Rzeszów D.A. - Nowa Wieś Zaczerska przez Rudną Małą i Trzebownisko, Zakład Ogrodniczy                            |
| 400   | Rzeszów D.A. - Palikówka                                                                                         |
| 401   | Rzeszów D.A. - Krzemienica przez Strażów                                                                         |
| 402   | Rzeszów D.A. - Krasne Wólka                                                                                      |
| 406   | Rzeszów D.A. - Cierpisz przez Kraczkową                                                                          |
| 500   | Rzeszów D.A. - Sokołów Małopolski - Leżajsk D.A. - Kuryłówka                                                     |